# Кирик џамија
Кирик џамија (алб. Kërëk xhamia), позната и као Намазгах је османска џамија која се налази у Призрену. Саграђена је 1455. године. Уврштена је у листу споменика културе Српске академије наука и уметности. Њено име „Намазгах” долази из персијског језика и значи „место молитве”.

## Опште информације
ретпоставља се да је подигнута на месту где је по заузимању Призрена 1455. године и у њој се клањала турска војска. Подигнута је као намазџа (у којој се моли пет пута на дан). Вероватно је једна од најстаријих џамија и од ње су остали делови зидова и темеља, a димензија је 8,5 х 6,4 м.
Археолошка истраживања вршена су 1969. и 1989. године, а да објекат није био заштићен од уништења. Са друге стране, 2000. године, Институт за заштиту Призрена (ИМП), поставши свестан значаја овог места, израдио је план за обнову џамије, који је делимично финансирала турска влада. Радови су почели 10. октобра 2001. године, а обновљена локација је свечано отворена у априлу 2002. године.

## Историјат
Џамију је 1455. године саградио Иса бег, поручник султана Мехмеда II Освајача који је управо заузео град. Смештена у предграђу Призрена, тада је била прво место муслиманске богомоље у граду и привремено је служила као место за заједничку молитву. Са развојем отоманске управе у центру града су изграђене и друге џамије, а Кирик џамију, постепено напуштену, више нису користили осим сељака који су се враћали са поља и долазили да се тамо моле са својим породицама.
Педесетих година 20. века у близини је изграђен магацин за који је коришћено камење из џамије, а затим су осамдесетих стари гробови око џамије уништени да би се изградио дом здравља.